# Първа англо-маратхска война
Първата англо-маратхска война (1775 – 1782) е първата от три войни, водени между Британската източноиндийска компания и Маратхската империя в Индия.
Войната завършва с маратска победа и сключването на договора от Салбай. Според клаузите на договора Компанията задържа контрол над о. Салсет и получава гаранции, че маратхите ще победят Хайдер Али от Мисор и ще възвърне териториите в карнатския регион. Маратхите също гарантират, че на французите ще бъде забранено да установяват селища на тяхната територия. В ответ британците се съгласяват да пенсионират техния протеже Рагунат Рао и да признаят Мадхав Рао Нараян за пешва (министър-предедател) на Маратхската империя. Те също признават териториалните искания на маратхския клан Синдхия западно от р. Ямуна и всички територии, окупирани от британците според договора от Пурандар са върнати на маратите.
Следва период на относителен мир до избухването на Втората англо-маратхска война през 1802 g..